# 奧列尼夫卡 (弗倫濟夫卡區)
47°28′27″N 29°42′39″E / 47.47417°N 29.71083°E
奧萊尼夫卡（烏克蘭語：Оленівка）是位於烏克蘭西南部的村莊，由敖德萨州羅茲季利納區的扎哈里夫卡市鎮負責管轄。該村始建於1857年，面積0.91平方公里，海拔高度184米，2001年人口437，人口密度每平方公里480.22人。